# Horní Loučky
Horní Loučky är en ort i Tjeckien.   Den ligger i distriktet Okres Brno-Venkov och regionen Södra Mähren, i den östra delen av landet, 160 km sydost om huvudstaden Prag. Horní Loučky ligger 335 meter över havet och antalet invånare är 282.
Terrängen runt Horní Loučky är kuperad åt nordost, men åt sydväst är den platt. Horní Loučky ligger nere i en dal. Runt Horní Loučky är det ganska tätbefolkat, med 93 invånare per kvadratkilometer. Närmaste större samhälle är Kuřim, 15,7 km sydost om Horní Loučky. I omgivningarna runt Horní Loučky växer i huvudsak blandskog.